# Józef Kowalski
Blahoslavený Józef Kowalski, SDB (13. března 1911, Siedliska – 3. července 1942, Auschwitz) byl polský římskokatolický duchovní, člen kongregace Salesiánů Dona Bosca. Stal se obětí nacistického pronásledování katolické církve. Katolickou církví je uctíván jako blahoslavený mučedník.

## Život
Narodil se jako sedmé z devíti dětí ve farmářské rodině. V jedenácti letech začal studovat na salesiánské škole v Osvětimi. V šestnácti letech, roku 1928, započal noviciát v salesiánské kongregaci. Po složení prvních řeholních slibů začal studovat filosofii a teologii v Krakově. Roku 1934 složil slavné sliby a 29. května 1938 byl biskupem Stanisławem Rospondem vysvěcen na kněze. Následně působil jako sekretář salesiánského inspektora Adama Cieślara. Současně působil jako katecheta.
Krátce před vypuknutím druhé světové války působil jako kněz ve farnosti Dębniki v Krakově. V roce 1941 byl zatčen gestapem a uvězněn v krakovské věznici Montelupich. Odtud byl následně transportován do Auschwitzu. Zde tajně sloužil bohoslužby, zpovídal a povzbuzoval ostatní. 3. července 1942 utopen v žumpě poté, co byl přistižen s růžencem.

## Beatifikace
Dne 13. června 1999 byl papežem sv. Janem Pavlem II. beatifikován ve skupině 108 polských mučedníků z období druhé světové války. Salesiáni slaví jeho památku 29. května.

## Odkazy

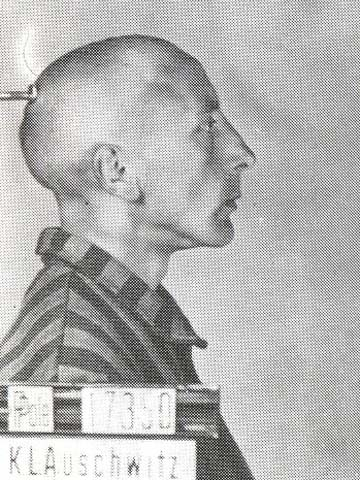
Vězeňská fotografie